# 機能的リーダーシップモデル
機能的リーダーシップモデル（きのうてきリーダーシップモデル）とは、集団や組織が機能するために有効となるリーダーの行為行動を具体的に特定したものである。
このモデルの主張は、集団が何を求めているかということに注意することがリーダーの果たすべき責務であるとする。
言い換えると組織が結束し効果的に成果を上げている状態をつくることがリーダーの成果であるとする。

## 概説

### 成り立ち
機能的リーダーシップモデルが生まれた背景は、リーダーの成功事例を数多く分析したものである。
成功しているリーダーの事例を数多く研究する中で、彼らの成功要因と彼らの特定の行動様式が相関関係にあることがわかった。
そして彼らの原則的行動様式の特定によって理論立てされたものである。

### 誰がリーダーシップを発揮するか
機能的リーダーシップ論においては、リーダーシップは一個人が発揮するものではなく、物事を成就するグループ全体によって発揮されるものとする。
どのメンバーでも特定の機能を果たすことで、リーダーシップを発揮することができるというものである。
この理論は、形式的な役割として誰がリーダーを担ってリーダーシップを発揮するかという観点ではなく、どのようにして組織や仕事をリードしていくかということに主眼が置かれる。つまり「リーダーシップとは何か？」ではなく、「何をすることが集団を成功へと導くか？」という観点から構築されたモデルである。

## 実例
このモデルの中でも初期に登場し影響力のあるものはジョン・アデアによる行動を基軸とするリーダーシップモデルである。
アデアはリーダーの行動に重点を置き、この理論を確立し、リーダーシップは学ぶことができるものであり、特定の個人が持つ特性によるものではないということを証明した。
リーダーシップ開発の起源となる彼のモデルは、リーダーシップ開発や育成の場において使われている。

### 行動を基軸とするリーダーシップ
アデアの提唱するモデルは、タスク、チーム、個人の3つが重なりあった円で表現される。
その3つが重なりあっている理由は以下の通りである。
- タスクはひとりで遂行するだけではなく、チームによっても遂行するもの
- 単にチームの結束が高ければ、高い成果を上げることができるというわけではなく、個々のメンバーに対して育成や開発ができていることが必要である
- 個々人には、高い目標のタスクや動機付けが必要である

### 8つの核となるリーダーシップの機能的行動
アデアはチームリーダーが責任を果たすためには次の8つの核となる機能が重要であると言及する。
1. タスクを定義する ： SMARTゴール[解説 1]に基づいて、明確な目標を設定すること
2. 計画する ： 不測の事態に備えた代替案を含め、タスク達成のための選択肢と解決策を熟視する
3. チームに状況説明をする ： ブリーフィングを行い、良いチームの雰囲気をつくり、協働を促進し、メンバーの知恵を活用する
4. 統制する ： 最小の資源から最大の成果が出るように効率化する
5. 結果を見定める ： 結果を評価し、成果に対しての改善策を特定する
6. 個々人を動機付けする ： 報酬や奨励といった外在的なモチベーションを高め、同じく内在的なモチベーションをメンバー間で引き出す
7. 集団を組織化する ： 良き管理、人材育成、権限委譲によって集団を組織化する
8. 模範となる ： リーダーはメンバーから観察され、模倣されることを認識する

## 批判的意見
批判的な意見として、3つの円で表されるのは単純すぎること、1970年代に確立されモデルが時代遅れであることが指摘される。

## 解説
1. ↑  目標を設定において重要となる以下の要素の頭文字を取ったもの　Specific:具体的、Measurable：計測可能、Achievable：達成可能な、Realistic：実現可能、Timely：期限が明確